# العزيزية (الخرج)
مركز العزيزية هو مركزٌ إداري تابعٌ لمحافظة الخرج في منطقة الرياض ، وتصنف من فئة (ب) ورمزها 1032.